# Gwoyeu Romatzyh
Gwoyeu Romatzyh (čínsky v českém přepisu kuo-jü luo-ma-c’, pchin-jinem Guóyǔ Luómǎzì, znaky zjednodušené 国语罗马字, tradiční 國語羅馬字; česky romanizační abeceda pro národní jazyk) je romanizace čínštiny („národním jazykem“ je myšlena standardní čínština a její výslovnost), kterou vymyslel čínsko-americký lingvista Yuen Ren Chao a následně ji definitivně vytvořila skupina lingvistů v letech 1925 až 1926. Poměrně záhy byl tento systém přijat jako oficiální romanizace čínštiny v roce 1928, na pevninské Číně ho nahradil pchin-jin, na Tchaj-wanu se udržel dokonce až do roku 1986 (poté nahrazen systémem Mandarin Phonetic Symbols II).
I přes svůj oficiální status se systém nikdy příliš neprosadil do praxe (do zavedení pchin-jinu byl velmi produktivní systém Wade-Gilesův, ve spolupráci se sovětskými lingvisty byl též vyvinut v praxi velmi oblíbený systém Latinxua Sin Wenz), odpor působila zejména velká komplexnost. Důležitá vlastnost systému je značení čínských tónů, která se děje přímo pomocí písmen (např. pchin-jin odlišuje tóny diakritikou āi, ái, ǎi a ài, Wade-Giles čísly ai1, ai2, etc., zatímco Gwoyeu Romatzyh značí takto: ai, air, ae a ay). Chao se domníval, že by právě tato důslednost psaní tónu mohla pomoci zejména studentům lépe zvládnout tuto složku čínského jazyka.